# Longford (Derbyshire)
Longford – wieś i civil parish w Anglii, w Derbyshire, w dystrykcie Derbyshire Dales. W 2011 roku civil parish liczyła 349 mieszkańców.